# تاركاسناوه

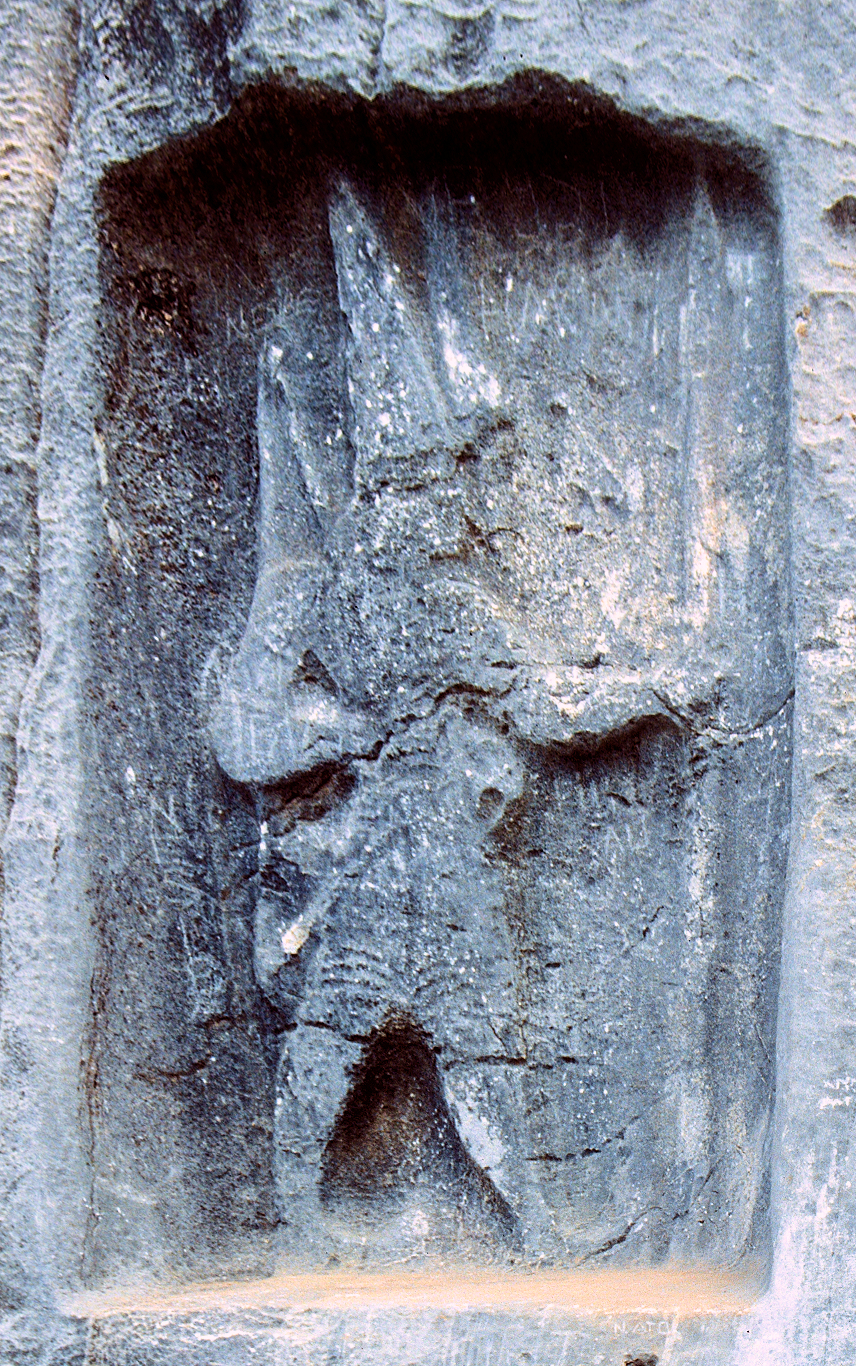
الملك تاركاسناوة من ميرا ، في نقش كارابل ، حوالي 1350 قبل الميلاد.

كان تاركاسناوا حاكماً لمملكة ميرا ، وأحد آخر ملوك أرزاوا المستقلين، وهو اتحاد ممالك من العصر البرونزي في غرب الأناضول، حوالي عام 1350 قبل الميلاد. ربما كان ابن الملك العنتلي، ومعاصرًا للملك اللاحق توضاليا الرابع. خلفه أوها زيتي .
يظهر تاركاسناوا في نقش كارابل، حيث نُقِش اسمه بالهيروغليفية اللووية. يقرأ النقش بجانب صورة الملك:
وهو معروف أيضًا من أختام مختلفة، أحدها كان يُقرأ اسمه سابقًا "Tarkondemos". هذا ختم ثنائي اللغة، ويجمع بين نقش مسماري على الحافة والنقوش الهيروغليفية الحثية المقابلة حول الشكل في الزي الملكي، ويعطي اسم الحاكم: تاركاسناوا. قدم هذا النقش ثنائي اللغة القرائن الأولى لفك رموز الهيروغليفية الحيثية.

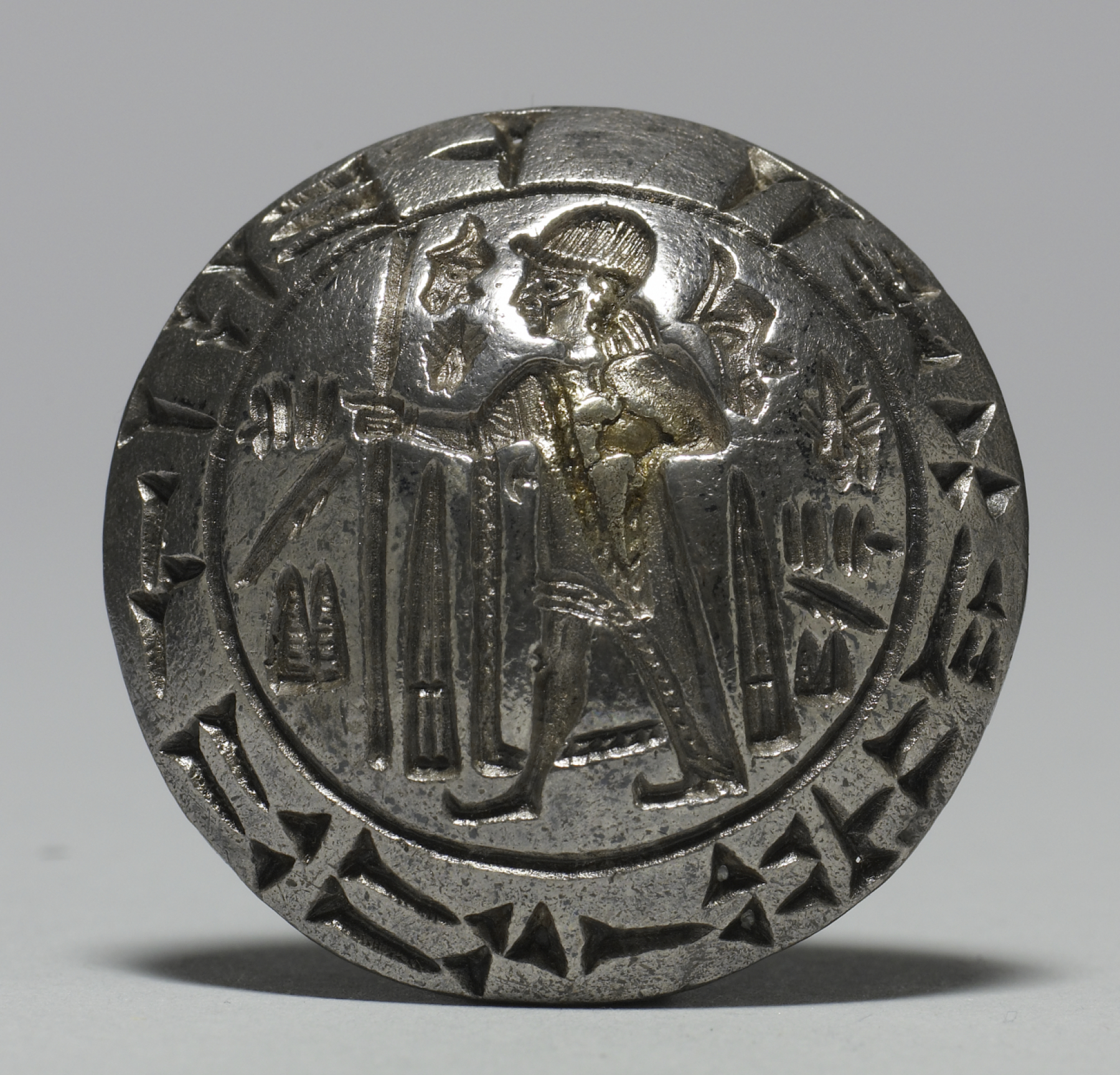
ختم تاركاسناوه ، المعروف أيضًا باسم "ختم تاركاسناوه" ، مع كتابة مسمارية "tar-kaš-ša-na-wa".